# Tylokepon bonnieri
Tylokepon bonnieri là một loài chân đều trong họ Bopyridae. Loài này được Stebbing miêu tả khoa học năm 1904.